# Viola Barry
Viola Barry właś. Gladys Viola Wilson (ur. 4 marca 1894 w Evanston, zm. 2 kwietnia 1964 w Hollywood) – amerykańska aktorka czasów kina niemego.